# أدمون بونيت
ادمون بونيت (بالفرنسية: Edmond Bonnet)‏ (و. 1848 – 1922 م) هو عالم نبات، من فرنسا، توفي في باريس، عن عمر يناهز 74 عاماً.